# Andrea Pangrazio
Andrea Pangrazio (ur. 1 września 1909 w Budapeszcie, zm. 2 czerwca 2005) – włoski duchowny katolicki, arcybiskup Gorizia, biskup Porto-Santa Rufina, teolog.
Przyjął święcenia kapłańskie 3 lipca 1932 i został inkardynowany do diecezji Padwa. 26 sierpnia 1953 mianowany biskupem tytularnym Caesarea in Thessalia oraz koadiutorem sedi datus Werony; sakry biskupiej udzielił mu 4 października 1953 biskup Padwy Girolamo Bortignon (kapucyn). W diecezji Werona pomagał sędziwemu biskupowi Girolamo Cardinale, po którego śmierci w grudniu 1954 przejął administrowanie diecezją. W 1955 nowym biskupem Werony został Giovanni Urbani, a Pangrazio przeszedł do diecezji Livorno, gdzie również objął funkcję koadiutora sedi datus i współpracował z biskupem Giovannim Piccionim. Od 1958 był administratorem diecezji Livorno, a po śmierci Piccioniego 10 lutego 1959 został biskupem ordynariuszem. W kwietniu 1962 przeszedł na arcybiskupstwo Gorizia. Brał udział w Soborze Watykańskim II (1962-1965).
2 lutego 1967 został mianowany biskupem (z zachowaniem tytułu arcybiskupa) diecezji podmiejskiej Rzymu Porto-Santa Rufina; diecezja ta jest - niezależnie od bieżących zadań duszpasterskich - przypisana do jednego z kardynałów-biskupów (wicedziekana Kolegium Kardynalskiego). W okresie kierowania diecezją przez arcybiskupa Pangrazio kardynałami-biskupami Porto-Santa Rufina byli Eugène Tisserant (bibliotekarz i archiwariusz Świętego Kościoła Rzymskiego) i Paolo Marella (archiprezbiter bazyliki watykańskiej). W grudniu 1984, w związku z osiągnięciem wieku emerytalnego, Pangrazio przeszedł w stan spoczynku.
Brał udział w pracach Episkopatu Włoch i Kurii Rzymskiej. Od sierpnia 1966 do 1972 pełnił funkcję sekretarza generalnego Konferencji Episkopatu Włoch, a w latach 1972-1987 był delegatem ds. seminariów w watykańskiej Kongregacji Kształcenia Katolickiego.